# Município de Troy (condado de Montgomery, Carolina do Norte)
Localização da Carolina do Norte nos E.U.A.
O município de Troy (em inglês: Troy Township) é um localização localizado no  condado de Montgomery no estado estadounidense da Carolina do Norte. No ano 2010 tinha uma população de 6.270 habitantes.

## Geografia
O município de Troy encontra-se localizado nas coordenadas 35° 21′ 34,51″ N, 79° 53′ 43,16″ O.